# Hugh Llewellyn Glyn Hughes
Hugh Llewellyn Glyn Hughes (Ventersburg, 25 luglio 1892 – Edimburgo, 24 novembre 1973) è stato un medico e generale britannico, ufficiale delle Squadre Mediche dell'Esercito Reale nonché educatore e amministratore sportivo; Hughes prestò servizio sia nella prima che nella seconda guerra mondiale ed è famoso per il suo ruolo fondamentale nella cura e nella riabilitazione delle vittime del campo di concentramento di Bergen-Belsen.
A livello sportivo fu rugbista per il Blackheath e disputò diversi incontri per i Barbarians, di cui fu anche presidente; occupò anche altre posizioni nella disciplina, tra cui quella di arbitro.

## Infanzia
Hughes nacque a Ventersburg (oggi Municipalità distrettuale di Lejweleputswa in Sudafrica), nell'allora Stato Libero dell'Orange.
Non conobbe mai il padre, medico gallese, deceduto a causa di una grave infezione della sua gamba durante un'operazione. Hughes e sua madre tornarono in Gran Bretagna, ma a sette anni fu diagnosticato ad Hughes un paramorfismo della colonna vertebrale che in un primo tempo lo costrinse a vivere su una sedia a rotelle. Frequentò l'Epsom College e nonostante i suoi problemi di salute si inserì nella vita della scuola. Conseguito il diploma Hughes decise di diventare un medico come suo padre e fu ammesso all'University College Hospital a Londra.

## Carriera militare

### Prima guerra mondiale
Lasciato il College del 1915, Hughes entrò nell'Esercito Britannico e prestò servizio nella Prima Guerra Mondiale come ufficiale medico, prima con il Reggimento Wiltshire e più tardi con le Grenadier Guards. Fu insignito del Distinguished Service Order (DSO) il 25 August 1916 e quattro mesi dopo ulteriormente al suo DSO gli fu riconosciuta una Medal Bar. La motivazione del suo DSO recita:
Similmente fu insignito della Medaglia d'Onore:
Hughes fu più volte decorato durante la Prima Guerra Mondiale e prima della fine di questa fu insignito della Croce Militare e più volte del Mentioned in Despatches (MID); fu anche ferito gravemente in numerose occasioni. Alla fine del conflitto, Hughes tornò alla sua professione di medico a Moretonhampstead, tuttavia continuò a far parte dell'Esercito Reale come Luogotenente.

### Seconda guerra mondiale
Dopo lo scoppio della Seconda Guerra Mondiale, Hughes fu richiamato nel 1939 e fu assegnato alla Fifth Infantry Division in Francia. Dopo la ritirata delle truppe britanniche dalla Francia, prestò servizio in varie unità mediche. Dal 1944 fu promosso a Brigadiere e divenne Direttore dei Servizi Medici degli Eight Corps del Regno Unito e del Second Army. Fu nominato inoltre Capo Ufficiale Medico.
Il 15 aprile 1945, con l'irruzione dell'Undicesima Divisione Armata, Hughes fu il primo ufficiale medico degli Alleati ad entrare nel campo di concentramento di Bergen-Belsen. I soldati britannici, sotto la guida di Hughes, presero il controllo del campo e dei 4600 soldati tedeschi ed ungheresi che si erano arresi e che furono impiegati come guardie del campo per mantenere l'ordine. Le due principali mansioni di Hughes erano l'assistenza ai feriti e la distribuzione di cibo. Per migliorare le condizioni di salute delle vittime del campo Hughes assunse il controllo dell'ospedale vicino, dimettendo tutti i pazienti tedeschi. L'ospedale fu rinominato successivamente Glyn Hughes Hospital in suo onore. Dato il gran numero di persone, la distribuzione del cibo era un grande problema. Nella prima notte dopo la liberazione, scoppiò tra i ricoverati un tumulto a causa delle razioni alimentari limitate ed i soldati tedeschi reagirono facendo fuoco contro i ribelli ed uccidendone alcuni. Così, onde evitare che si ripetesse una simile situazione, Hughes ordinò l'esecuzione di una guardia tedesca per ogni ricoverato ucciso .
Nel Settembre 1945, Hughes fu uno dei principali testimoni del Processo di Belsen  e per le sue azioni a Belsen, Hughes fu insignito dell'Ordine di San Giovanni di Gerusalemme e della Legione di Merito. Ricevette inoltre una seconda medaglia per le azioni durante la Battaglia di Arnhem dal Sud, dove come l'ufficiale più anziano sopravvissuto aveva preso il comando dei carri armati. Nel 1945 gli fu conferita l'alta onorificenza del CBE .

## Ultimi anni e morte
Sin da piccolo grande appassionato di sport, soprattutto di rugby, Hughes morì il 24 novembre 1973, mentre era ad Edimburgo tre giorni dopo aver visto una partita di rugby internazionale tra Scozia ed Argentina.